# Fuat Çapa
Fuat Çapa (Emirdağ, 15 augustus 1968) is een Belgisch-Turks voetbalcoach.

## Loopbaan
Çapa was als trainer/coach werkzaam bij onder meer de Belgische teams KV Turnhout, Patro Maasmechelen, Verbroedering Geel, VW Hamme, en bij het Turkse Gençlerbirliği.
Van het seizoen 2008/09 tot 2009/10 was hij werkzaam bij het Nederlandse MVV. Hij tekende hier een contract voor een jaar, met een optie op verlenging. Op 31 januari 2010 besloot hij na overleg met het bestuur om zijn functie neer te leggen, na aanhoudende kritiek door de fans op de nederlagen van MVV.  "Het bestuur van MVV dankt Capa voor zijn loyaliteit en prijst de trainer voor de moed en het geduld waarmee hij onder soms vernederende en kwetsende omstandigheden zijn werk als trainer bleef verrichten", schreef de club in een persbericht. Begin oktober van dat jaar werd hij de trainer van het Nederlandse RBC Roosendaal.
In de winterstop van 2011 gaf hij zijn contract op om direct als coach bij het Turkse Kasımpaşa SK aan de gang te gaan. Ook is hij, samen met Pierre van Hooijdonk, coach van het  Turks nationale B-elftal. Met Kasimpasa degradeerde hij en in juni 2011 tekende hij bij Gençlerbirliği SK. Hij eindigde met Gençlerbirligi in 2011/12 en 2012/13 veilig in de middemoot van de Turkse competitie. Hij haalde onder andere Björn Vleminckx, Joachim Mununga en Randall Azofeifa naar de club. In juli 2013 stapte hij over naar neo-eersteklasser Kayseri Erciyesspor en bracht Vleminckx en Azofeifa mee. Daarnaast wierf hij enkele oudgedienden uit de Belgische competitie aan, zoals Fazlı Kocabaş en Bojan Jorgacevic.